# Petar Nadoveza
Petar Nadoveza (9. dubna 1942 Šibenik – 19. března 2023) byl jugoslávský fotbalista chorvatské národnosti, útočník. V sezóně 1965/1966 byl nejlepším střelcem jugoslávské fotbalové ligy. Po skončení aktivní kariéry působil jako trenér.

## Fotbalová kariéra
Začínal v týmu HNK Šibenik. V jugoslávské lize hrál za Hajduk Split, nastoupil ve 217 ligových utkáních, dal 108 gólů a s týmem vyhrál jednou jugoslávskou ligu a třikrát pohár. Kariéru ukončil v Belgii v týmu KSC Lokeren. V Poháru mistrů evropských zemí nastoupil ve 2 utkáních, v Poháru vítězů pohárů v 8 utkáních a dal 4 góly a ve Veletržním poháru nastoupil ve 4 utkáních a dal 1 gól. Celkem za reprezentaci Jugoslávie nastoupil v roce 1967 v utkání proti Albánii.

## Ligová bilance
| Ročník                                   | Zápasy | Góly | Klub         |
| ---------------------------------------- | ------ | ---- | ------------ |
| Druga savezna liga Jugoslavije 1960/1961 | -      | -    | HNK Šibenik  |
| Druga savezna liga Jugoslavije 1961/1962 | -      | -    | HNK Šibenik  |
| Druga savezna liga Jugoslavije 1962/1963 | -      | -    | HNK Šibenik  |
| Jugoslávská Prva liga 1963/1964          | 19     | 1    | Hajduk Split |
| Jugoslávská Prva liga 1964/1965          | 18     | 5    | Hajduk Split |
| Jugoslávská Prva liga 1965/1966          | 28     | 21   | Hajduk Split |
| Jugoslávská Prva liga 1966/1967          | 17     | 6    | Hajduk Split |
| Jugoslávská Prva liga 1967/1968          | 26     | 15   | Hajduk Split |
| Jugoslávská Prva liga 1968/1969          | 24     | 10   | Hajduk Split |
| Jugoslávská Prva liga 1969/1970          | 13     | 7    | Hajduk Split |
| Jugoslávská Prva liga 1970/1971          | 24     | 20   | Hajduk Split |
| Jugoslávská Prva liga 1971/1972          | 20     | 4    | Hajduk Split |
| Jugoslávská Prva liga 1972/1973          | 28     | 19   | Hajduk Split |
| 2. belgická liga 1973/1974               | 27     | 9    | KSC Lokeren  |
| 1. belgická liga 1974/1975               | 18     | 6    | KSC Lokeren  |
| CELKEM 1. jugoslávská liga               | 217    | 108  |              |
| CELKEM 1. belgická liga                  | 18     | 6    |              |